# Ariobarzane (satrape de Phrygie)
Pour les articles homonymes, voir Ariobarzane.
Ariobarzane ou Ariobarzanès (en vieux perse 𐎠𐎼𐎡𐎹𐎠𐎲𐎼𐏀𐎠𐎴 / *Ārya-bṛzāna, en grec ancien Ἀριοβαρζάνης / Ariobarzanès) est un satrape de Phrygie Hellespontique au IVe siècle av. J.-C.

## Biographie
L'origine d'Ariobarzane n'est pas tranchée et est sujette à débat. Une des hypothèses les plus anciennes fait de lui le fils d'un noble perse, Mithridate, issu d'une branche cadette des Pharnacides établie à Cius,. Cependant, les témoignages de Xénophon et de Plutarque amènent à penser qu'il serait plutôt un des fils aînés de Pharnabaze II, issu d'une première union illégitime avec une concubine ou de l'union avec sa première femme, Parapita. Il est fort probable qu'il soit la même personne que celle connue sous le nom d'Ariobarzane de Kios (Cius) comme le montrent le nom de son fils héritier Mithridate (Dinaste de Cius de 402 à 363 av. J.-C.) et l'année et les circonstances de son décès.

### Liens avec le monde grec
Ariobarzane, souvent mentionné par les sources classiques, apparaît pour la première fois en 405 av. J.C. chez Xénophon, alors qu'il est chargé par son père de raccompagner les ambassadeurs athéniens à Cius, afin qu'ils prennent le chemin du retour. Avant sa prise de fonction en tant que satrape, il semble qu'Ariobarzane tisse des liens forts avec le monde hellénistique, en particulier à Athènes et a Sparte. Athènes lui accorde même la citoyenneté, à lui et à ses fils, en remerciement de don de blé, alors que la cité souffrait de disette. S'il est possible qu'Ariobarzane ait une réelle affection pour le monde grec, cette stratégie politique s'avère également servir les desseins de l'Empire achéménide. En effet, les efforts diplomatiques du satrape aboutissent en 367 av. J.-C., au "Congrès de Suse", qui garantit la paix entre les cités grecques sous l'égide du roi Artaxerxès II. Cependant, ce semblant de stabilité aux franges occidentales de l'empire ne durera que peu de temps. En effet, entre 366 et 360 av. J.C., pour des raisons méconnues, une partie des satrapes occidentaux font sécession avec le roi : un épisode souvent qualifié de "grandes révoltes satrapiques".

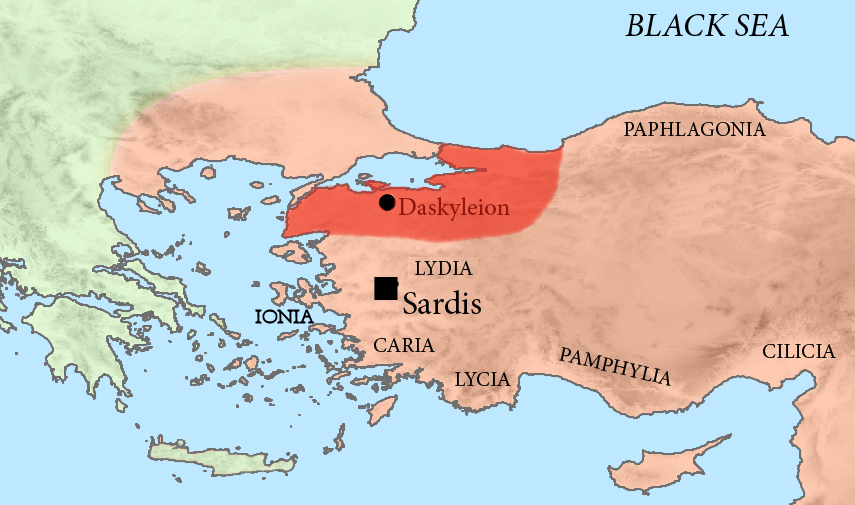
La satrapie de Phrygie Hellespontique.

### La révolte
Ce qu'il convient d'appeler les "grandes révoltes satrapiques" est principalement rapporté par Diodore, qui, de manière assez succincte, prétend qu'il s'agissait d'une lutte commune des révoltés contre le Grand Roi. Cependant, cet épisode doit être en réalité une suite d'évènements qui mirent en confrontation certaines puissances satrapiques au pouvoir royal achéménide et non pas une réelle guerre de sécession. Le déclencheur de cette crise semble être Datamès, satrape de Cappadoce, qui après avoir montré des ambitions dépassant son statut, est victime de calomnies à la cour et se révolte ouvertement contre le roi. Artaxerxès II mandate alors Autophradatès, satrape de Lydie et Artabaze, le frère d'Ariobarzane, à la tête d'une armée afin de mater la rébellion. Apprenant probablement son remplacement et sa destitution par son frère, Ariobarzane se serait alors révolté à son tour.  S'appuyant sur des élites locales fidèles, notamment son hyparque Orontès, Ariobarzane tient tête aux forces royales, mais se retrouve assiégé dans la cité d'Assos, en face de Lesbos. Le satrape joue alors de ses connexions avec le monde hellénique et reçoit le secours du roi Agésilas de Sparte et du stratège athénien, Timothée, fils de Conon. Fort de ses soutiens, Ariobarzane brise le siège et repousse les troupes du roi. La suite des évènements est mal connue et, malgré ses succès militaires, le satrape est finalement trahi par son propre fils, Mithridate, qui le livre à Artaxerxès. Amené à Suse pour recevoir la châtiment du roi, il meurt crucifié en 364 av. J.C..

#### Sources antiques
- Cornelius Nepos, Des capitaines remarquables des pays étrangers, Datamès.
- Cornelius Nepos, Des capitaines remarquables des pays étrangers, Timothée.
- Démosthène, Contre Aristocrate.
- Démosthène, Discours sur la libertés des Rhodiens .
- Diodore de Sicile, Bibliothèque historique [détail des éditions] [lire en ligne].
- Plutarque, Vies parallèles [détail des éditions] [lire en ligne].
- Xénophon, Helléniques [lire en ligne].
- Xénophon, Agésilas.

#### Ouvrages et articles
- A.B. Bosworth et P.V. Wheatley, « The origins of the Pontic House », The Journal of Hellenic Studies , Volume 118,‎ novembre 1998, p. 155-164 (lire en ligne ).
- Pierre Briant, Histoire de l’empire Perse, de Cyrus à Alexandre, Paris, 1996.
- M. A. Dandamayev, « Ariobarzanes », Encyclopaedia Iranica, Vol. II, Fasc. 4,‎ 15 décembre 1986, p. 406-409 (lire en ligne ).
- Pierre Debord, L'Asie mineure au IVe siècle av. J.-C. (412-323 a.C). Pouvoir et jeux politiques, Pessac, Ausonius Éditions, 1999, 557 p. (ISBN 2-910023-15-X, lire en ligne).
- Alexis Klein, Pharnabaze et les Pharnacides : une dynastie de satrapes sur les rives de la Propontide (Ve – IVe siècle av. J.-C.), Strasbourg, Université de Strasbourg, 2015 (lire en ligne).
- Michael Weiskopf, The So-Called « Great Satraps' Revolt », 366-360 B.C. : Concerning Local Instability in the Achaemenid Far West (Historia Einzelschriften, 63), Stuttgart, 1989.